# Víctor Galeano
Víctor Galeano Tomboli, né le 22 février 1984, est un pilote de rallyes paraguayen.

## Biographie
En 2012 et 2013 il s'est recentré sur son championnat national, remportant deux victoires durant la seconde saison.

## Palmarès
- Champion d'Amérique du Sud des Rallyes (CODASUR): 2008 (copilote son compatriote Diego Fabiani, sur Mitsubishi Lancer Evo X du Groupe N4), au terme d'une saison incluant sept épreuves: le Rallye Cordillera du Paraguay, le Rallye Erechim du Brésil, le Rallye Huancayo du Pérou, le Rallye Encarnación du Paraguay, le Rallye Cochabamba de Bolivie, le Rallye Santiago del Chile, et le Rallye Punta del Este d'Uruguay, avec 4 points d'avance, après cette toute dernière épreuve sur son suivant immédiat, Nicolas Fuchs;
- 3e du championnat d'Amérique du Sud des rallyes (Codasur) en 2007.

### 3 victoires en Codasur
Saison 2008 (3/7): 
- Rallye Erechim du Brésil;
- Rallye Encarnación du Paraguay;
- Rallye Punta del Este d'Uruguay.

Saison 2007:
- - 2e du rallye Erechim du Brésil;
  - 2e du rallye Santa Cruz de Bolivie;
  - 2e du rallye Punta del Este d'Uruguay.